# مگس‌گیر بوته‌ای شمالی
مگس‌گیر بوته‌ای شمالی (نام علمی: Sublegatus arenarum) گونه‌ای از پرندگان تیرهٔ ژیان‌مرغان است. در آروبا، برزیل، کلمبیا، کاستاریکا، گویان فرانسه، گویان، آنتیل هلند، پاناما، سورینام، ترینیداد و توباگو و ونزوئلا یافت می‌شود. زیستگاه‌های طبیعی آن جنگل‌های خشک نیمه‌گرمسیری یا گرمسیری، جنگل‌های جلگه‌ای نمناک نیمه‌گرمسیری یا گرمسیری، جنگل‌های حرا نیمه‌گرمسیری یا گرمسیری و بوته‌زارهای خشک نیمه‌گرمسیری یا گرمسیری است.